# Intégrité (droit)
Pour les articles homonymes, voir Intégrité.
Chaque personne (physique ou morale) a droit au respect de son intégrité physique et morale. Les Principes de Jogjakarta et la Convention relative aux droits des personnes handicapées affirment l'intégrité comme les droits de l'Homme.
Avec l'explosion de l'intelligence artificielle et d'une société de la surveillance toujours plus ubiquiste et intrusive, des chercheurs appellent à la création de « neuro-droits » protégeant la liberté cognitive de tous et chacun, ainsi que nos capacités émotionnelles et cognitives dans le contexte des neurotechnologies émergentes ; il promeuvent le droit à l’intégrité mentale.

## Intégrité physique
Le respect de l'intégrité physique implique :
- le droit à la vie
- le droit au respect du corps

## Intégrité morale
Le respect de l'intégrité morale implique :
- le respect de la dignité humaine (principe à valeur constitutionnelle en droit français)
- le droit à l'honneur
- le respect de la vie privée (principe à valeur constitutionnelle en droit français)
- le droit à l'image
- le droit à la voix
- le droit au secret
- le droit au silence
- le droit au respect
- le droit au respect de la présomption d'innocence
- le droit à l’inviolabilité du domicile

## Intégrité mentale
Au début des années 2020, face à l'avènement d'une intelligence artificielle de plus en plus ubiquiste et potentiellement intrusive, et avec l'apparition d'interfaces cerveau-ordinateur et autres neurotechnologies capable d'accéder à l'activité cérébrale d'une personne ou d'interférer avec elle, des chercheurs plaident pour la création de « sanctuaires sans IA », ce qui impliquerait aussi une réglementation protégeant les humains des dommages cognitifs et mentaux résultant de possibles usages de l’IA. Certains, tels le juriste Roberto Andorno et l'éthicien Marcello Ienca parlent de « neuro-droits », qui pourraient protéger la liberté cognitive ainsi que nos capacités émotionnelles et cognitives natives, dans le contexte des neurotechnologies émergentes ; il promeuvent le droit à l’intégrité mentale, créé par la Cour européenne des droits de l'Homme, mais à étendre au-delà des bulles de filtres, de la polarisation politique, des fake-news et des risques de manipulation en ligne mises en évidence par le Scandale Facebook-Cambridge Analytica/Aggregate IQ, au delà des troubles ou maladies mentales causés par les réseaux sociaux. Ils estiment en 2024 que « ces technologies sont désormais tellement ancrées dans nos sociétés qu'elles échappent à toute tentative de les réorienter, de les modifier, de les réguler et de les contrôler ».

## Intégrité numérique
L'intégrité numérique est une notion juridique émergente visant à garantir le droit à l’autodétermination informationnelle.